# Lee County (Florida)
Das Lee County ist ein County im Südwesten des US-Bundesstaats Florida der Vereinigten Staaten. Der Verwaltungssitz (County Seat) ist Fort Myers.

## Geographie
Das County hat eine Fläche von 3139 Quadratkilometern, wovon 1057 Quadratkilometer Wasserfläche sind. Es grenzt im Uhrzeigersinn an folgende Countys: Hendry County, Collier County und Charlotte County.
Das County wird vom Office of Management and Budget zu statistischen Zwecken unter dem Namen Cape Coral–Fort Myers, FL Metropolitan Statistical Area geführt.

## Geschichte
Das Lee County wurde am 13. Mai 1887 gebildet und nach Robert E. Lee, einem General des amerikanischen Bürgerkriegs, benannt. Im August 2004 wurden Fort Myers und die im Nordwesten vorgelagerten Inseln Fort Myers Beach, Sanibel Island und Captiva Island von dem „Wirbelsturm Charley“ schwer in Mitleidenschaft gezogen.

## Demographie
Gemäß der Volkszählung 2010 verteilten sich die damaligen 618.754 Einwohner auf 371.099 Haushalte. Die Bevölkerungsdichte lag bei 299,8 Einw./km². 83,0 % der Bevölkerung waren Weiße, 8,3 % Afroamerikaner, 0,4 % Indianer und 1,4 % Asian Americans. 5,0 % waren Angehörige anderer Ethnien und 2,1 % verschiedener Ethnien. 18,3 % der Bevölkerung bestand aus Hispanics oder Latinos.
Im Jahr 2010 lebten in 25,2 % aller Haushalte Kinder unter 18 Jahren sowie 38,4 % aller Haushalte Personen mit mindestens 65 Jahren. 65,8 % der Haushalte waren Familienhaushalte (bestehend aus verheirateten Paaren mit oder ohne Nachkommen bzw. einem Elternteil mit Nachkomme). Die durchschnittliche Größe eines Haushalts lag bei 2,35 Personen und die durchschnittliche Familiengröße bei 2,81 Personen.
21,9 % der Bevölkerung waren jünger als 20 Jahre, 25,4 % waren 20 bis 39 Jahre alt, 25,7 % waren 40 bis 59 Jahre alt und 31,0 % waren mindestens 60 Jahre alt. Das mittlere Alter betrug 46 Jahre. 49,1 % der Bevölkerung waren männlich und 50,9 % weiblich.
Das durchschnittliche Jahreseinkommen lag bei 49.444 $, dabei lebten 13,5 % der Bevölkerung unter der Armutsgrenze.

Im Jahr 2000 war englisch die Muttersprache von 78,99 % der Bevölkerung, spanisch sprachen 15,19 % und 5,82 % hatten eine andere Muttersprache.

## Kultur und Sehenswürdigkeiten

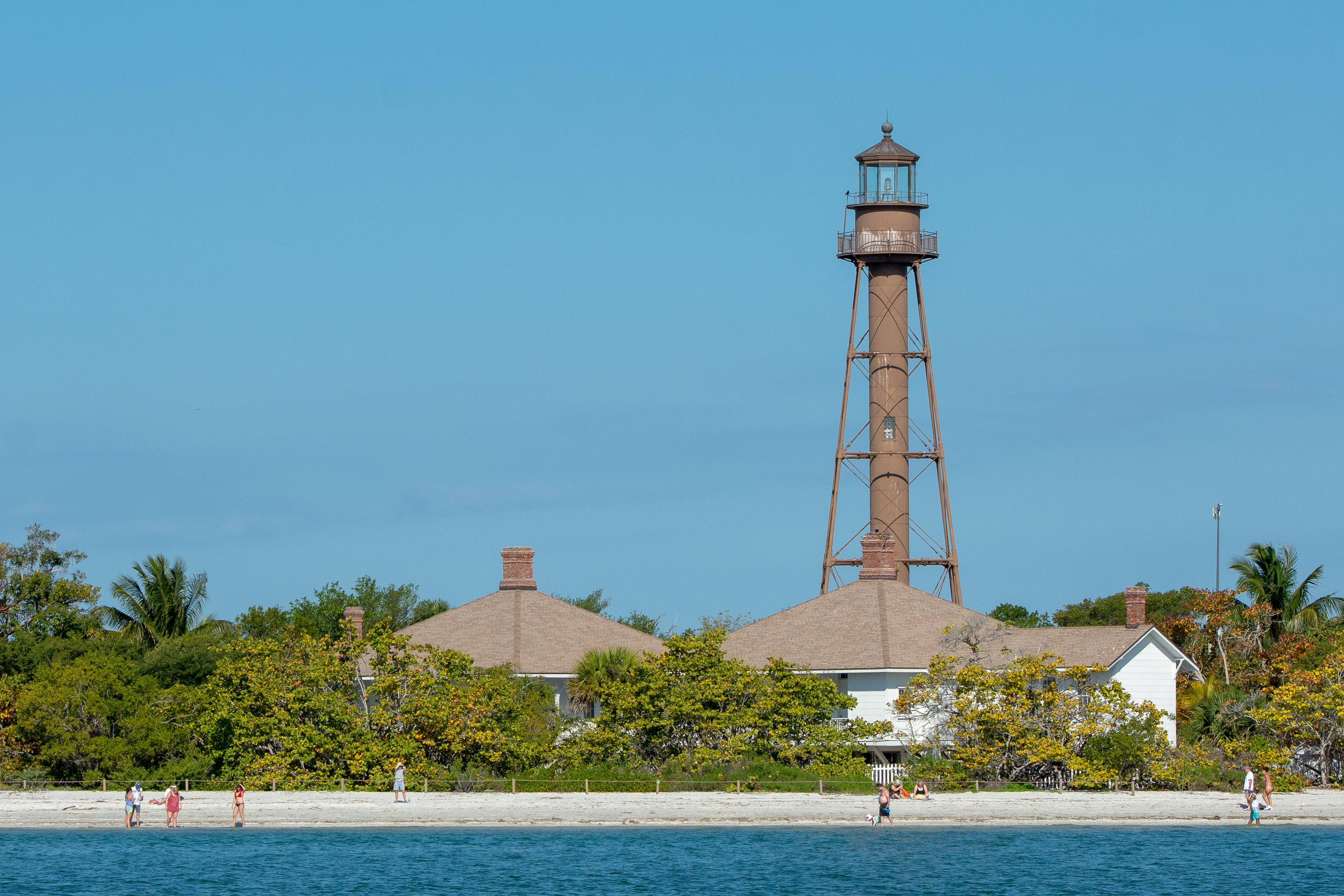
Sanibel Lighthouse and Keeper’s Quarters (2019). Der knapp 30 m hohe Leuchtturm wurde im August 1884 in Betrieb genommen. Das Gebäude wurde gemeinsam mit der benachbarten Unterkunft für den Leuchtturmwärter im Oktober 1974 als erstes Bauwerk des County in das NRHP eingetragen.

58 Bauwerke, Stätten und historische Bezirke (Historic Districts) im Lee County sind im National Register of Historic Places („Nationales Verzeichnis historischer Orte“; NRHP) eingetragen (Stand 1. Februar 2023), darunter das Gerichts- und Verwaltungsgebäude des County, zwei Leuchttürme sowie mehrere Fischerhütten und Kühlhäuser.

## Bildungseinrichtungen
- Edison College in Fort Myers
- Florida Gulf Coast University in Fort Myers
- International College in Fort Myers
- Southwest Florida College in Fort Myers

## Orte im Lee County
Orte im Lee County mit Einwohnerzahlen der Volkszählung von 2010:
Cities:
- Bonita Springs – 43.914 Einwohner
- Cape Coral – 154.305 Einwohner
- Fort Myers (County Seat) – 62.298 Einwohner
- Sanibel – 6.469 Einwohner

Town:
- Fort Myers Beach – 6.277 Einwohner

Census-designated places:
- Alva – 2.596 Einwohner
- Bokeelia – 1.780 Einwohner
- Buckingham – 4.036 Einwohner
- Burnt Store Marina – 1.793 Einwohner
- Captiva – 583 Einwohner
- Charleston Park – 218 Einwohner
- Cypress Lake – 11.846 Einwohner
- Estero – 22.612 Einwohner
- Fort Myers Shores – 5.487 Einwohner
- Gateway – 8.401 Einwohner
- Harlem Heights – 1.975 Einwohner
- Iona – 15.369 Einwohner
- Lehigh Acres – 86.784 Einwohner
- Lochmoor Waterway Estates – 4.204 Einwohner
- Matlacha – 677 Einwohner
- Matlacha Isles-Matlacha Shores – 229 Einwohner
- McGregor – 7.406 Einwohner
- North Fort Myers – 39.407 Einwohner
- Olga – 1.952 Einwohner
- Page Park – 514 Einwohner
- Palmona Park – 1.146 Einwohner
- Pine Island Center – 1.854 Einwohner
- Pine Manor – 3.428 Einwohner
- Pineland – 407 Einwohner
- Punta Rassa – 1.750 Einwohner
- San Carlos Park – 16.824 Einwohner
- St. James City – 3.784 Einwohner
- Suncoast Estates – 4.384 Einwohner
- Three Oaks – 3.592 Einwohner
- Tice – 4.470 Einwohner
- Villas – 11.569 Einwohner
- Whiskey Creek – 4.655 Einwohner

## Zum County gehörende Inseln
| - Pine Island - Matlacha Island - Sanibel Island | - Captiva Island - North Captiva Island - Useppa Island | - Cabbage Cay - Estero Island - Lover’s Key |

## Flughäfen
- Southwest Florida International Airport